# 重松健太郎
重松 健太郎（しげまつ けんたろう、1991年4月15日 - ）は、東京都中野区出身のサッカー選手。ポジションは主にフォワード（FW）。

## 来歴

### プロ入り前
小学校1年生の時に、当時ジュビロ磐田の黄金期を支えていたFW中山雅史に憧れサッカークラブに入団。当初は守備の選手だった。のちにFC東京サッカースクール深川に参加し、攻撃的MFにコンバート。中学入学時（2004年）に新規設立された「FC東京U-15むさし」に第1期選手として入団すると自らFWに立候補し、このU-15時代に初めてFWの選手となった。
U-18昇格後は、1学年上のFW山村佑樹、岩渕良太らとの熾烈なポジション争いの中、2008年の日本クラブユース選手権で得点王に輝いた。3年次（2009年）には倉又寿雄監督に指名された背番号10を背負い エースとして活躍。同年9月、U-18同期の阿部巧、平出涼とともに、高校卒業後のFC東京トップチームへの昇格が発表され、重松は「U-15むさし」出身者としては初のトップ昇格選手となった。ユース年代では屈指の重心バランスを持つセンターフォワードとして多くの得点を記録。2009年12月のJリーグユース選手権大会では準決勝で2得点、決勝戦では強烈な無回転FKで先制点を挙げ、チームを優勝に導いた。信条とするプレーは「1対1なら自分で行くことを意識して絶対にシュートで終わること」、目標とする選手はスペイン代表のフェルナンド・トーレス。

### FC東京
2010年3月28日、J1第4節大宮戦でJリーグデビュー。長友佑都からのクロスボールをヘディングで合わせ、デビュー戦で初ゴールを記録した。同月31日の名古屋戦でも得点を挙げ、城福浩監督からは「短い時間、狭いスペースの中で仕事ができる選手」と評価を受けた。9月には、AFC U-19選手権2010に背番号11で登録され エース候補として布啓一郎監督からの期待をうかがわせたが、予備登録に留まり選出されなかった。

### アビスパ福岡
2011年よりアビスパ福岡へ期限付き移籍。森下仁之チーム統括部長からは「ストライカーという名にふさわしい選手」で「ゴールに向かって常にプレーするだけではなく、前線からの守備の運動量もある」 との評を受けた。篠田善之監督が1トップを基本布陣として採用したことなどから、レギュラーを掴むには至らなかったが、相手DFの背後への飛び出しやバイタルエリア内での強引さ、前線でのプレス を評価され、前線にアクセントを加える役割を担いプレーの幅を広げた。

### ヴァンフォーレ甲府
2012年はFC東京に復帰したが 出場機会に恵まれず、同年7月、城福が指揮を執るJ2・ヴァンフォーレ甲府へ期限付き移籍。しかし、チーム合流早々に練習試合で左膝の半月板を損傷し、出場機会を得ることなく退団した。

### 愛媛FC
2013年はJ2・愛媛FCへ期限付き移籍。主にセンターフォワードに配されるも、負傷による出遅れ から中々コンディションが上がらなかった こともあり、得点は伸びなかった。

### 栃木SC
2014年、栃木SCへ完全移籍。移籍後初先発となったJ2第10節古巣愛媛戦で決勝点をアシストし、続く第11節札幌戦では強烈な無回転FKを突き刺して 勝利に貢献。前線での好連携を構築したが、好不調の波の大きさが仇となり その後の出場機会は限られた。シーズン終了後、契約満了により退団。

### FC町田ゼルビア
2015年、FC町田ゼルビアへ移籍。同年は主に左サイドハーフに入り、リーグ戦全試合に出場。大型選手に引けをとらない空中戦勝率を記録し、逞しいボールキープとチャンスメークで貢献した。

### カマタマーレ讃岐
2017年シーズン終了をもって契約満了により町田を退団しJリーグ合同トライアウトを経てカマタマーレ讃岐へ移籍した。
2021年10月10日、FC岐阜戦においてJリーグ通算300試合出場を達成した。
2022年11月10日、カマタマーレ讃岐は契約期間の満了と来季に向けた契約更新を行わないことを発表。

### ガイナーレ鳥取
2023年、ガイナーレ鳥取へ加入。リーグで7得点を挙げたものの1年で契約満了となった。

### FC大阪
2024年、FC大阪へ加入。

### FC琉球
2024年7月、FC琉球に期限付き移籍。12月9日、期限付き移籍期間の満了並びに期限付き移籍元のFC大阪も契約満了により退団。

### FIFTY CLUB
2025年、神奈川県社会人サッカーリーグ1部所属のFIFTY CLUBに移籍。

## 所属クラブ
- つばさサッカークラブ (中野区立上高田小学校[2])
  - FC東京サッカースクール深川
- 2004年 - 2006年 FC東京U-15むさし (中野区立第五中学校[2])
- 2007年 - 2009年 FC東京U-18 (東京都立練馬高等学校[2])
- 2010年 - 2013年  FC東京
  - 2011年  アビスパ福岡 (期限付き移籍)
  - 2012年7月 - 同年12月  ヴァンフォーレ甲府 (期限付き移籍)
  - 2013年  愛媛FC (期限付き移籍)
- 2014年  栃木SC
- 2015年 - 2017年  FC町田ゼルビア
- 2018年 - 2022年  カマタマーレ讃岐
- 2023年  ガイナーレ鳥取
- 2024年  FC大阪
  - 2024年7月 - 同年12月  FC琉球（期限付き移籍）
- 2025年 -  FIFTY CLUB

## 個人成績
| 国内大会個人成績 | 国内大会個人成績 | 国内大会個人成績 | 国内大会個人成績 | 国内大会個人成績 | 国内大会個人成績 | 国内大会個人成績 | 国内大会個人成績 | 国内大会個人成績 | 国内大会個人成績 | 国内大会個人成績 | 国内大会個人成績 |
| 年度             | クラブ           | 背番号           | リーグ           | リーグ戦         | リーグ戦         | リーグ杯         | リーグ杯         | オープン杯       | オープン杯       | 期間通算         | 期間通算         |
| 年度             | クラブ           | 背番号           | リーグ           | 出場             | 得点             | 出場             | 得点             | 出場             | 得点             | 出場             | 得点             |
| 日本             | 日本             | 日本             | 日本             | リーグ戦         | リーグ戦         | リーグ杯         | リーグ杯         | 天皇杯           | 天皇杯           | 期間通算         | 期間通算         |
| ---------------- | ---------------- | ---------------- | ---------------- | ---------------- | ---------------- | ---------------- | ---------------- | ---------------- | ---------------- | ---------------- | ---------------- |
| 2010             | FC東京           | 24               | J1               | 19               | 3                | 6                | 1                | 3                | 0                | 28               | 4                |
| 2011             | 福岡             | 24               | J1               | 25               | 2                | 2                | 0                | 2                | 0                | 29               | 2                |
| 2012             | FC東京           | 24               | J1               | 1                | 0                | -                | -                | -                | -                | 1                | 0                |
| 2012             | 甲府             | 32               | J2               | 0                | 0                | -                | -                | 0                | 0                | 0                | 0                |
| 2013             | 愛媛             | 9                | J2               | 25               | 2                | -                | -                | 0                | 0                | 25               | 2                |
| 2014             | 栃木             | 11               | J2               | 20               | 1                | -                | -                | 1                | 0                | 21               | 1                |
| 2015             | 町田             | 39               | J3               | 36               | 3                | -                | -                | 2                | 2                | 38               | 5                |
| 2016             | 町田             | 39               | J2               | 36               | 4                | -                | -                | 1                | 0                | 37               | 4                |
| 2017             | 町田             | 39               | J2               | 23               | 3                | -                | -                | 1                | 0                | 24               | 3                |
| 2018             | 讃岐             | 19               | J2               | 37               | 6                | -                | -                | 0                | 0                | 37               | 6                |
| 2019             | 讃岐             | 19               | J3               | 28               | 7                | -                | -                | 0                | 0                | 28               | 7                |
| 2020             | 讃岐             | 13               | J3               | 30               | 7                | -                | -                | -                | -                | 30               | 7                |
| 2021             | 讃岐             | 13               | J3               | 27               | 3                | -                | -                | 1                | 0                | 28               | 3                |
| 2022             | 讃岐             | 13               | J3               | 20               | 1                | -                | -                | -                | -                | 20               | 1                |
| 2023             | 鳥取             | 19               | J3               | 34               | 7                | -                | -                | 1                | 0                | 35               | 7                |
| 2024             | FC大阪           | 24               | J3               | 3                | 0                | 1                | 0                | -                | -                | 4                | 0                |
| 2024             | 琉球             | 27               | J3               | 14               | 1                | -                | -                | -                | -                | 14               | 1                |
| 通算             | 日本             | 日本             | J1               | 45               | 5                | 8                | 1                | 5                | 0                | 58               | 6                |
| 通算             | 日本             | 日本             | J2               | 141              | 16               | -                | -                | 3                | 0                | 144              | 16               |
| 通算             | 日本             | 日本             | J3               | 192              | 29               | 1                | 0                | 4                | 2                | 197              | 31               |
| 総通算           | 総通算           | 総通算           | 総通算           | 378              | 50               | 9                | 1                | 12               | 2                | 399              | 53               |

その他の公式戦
- 2015年
  - 東京都サッカートーナメント 3試合0得点
  - J2・J3入れ替え戦 2試合0得点

| 国際大会個人成績 | 国際大会個人成績 | 国際大会個人成績 | 国際大会個人成績 | 国際大会個人成績 |
| 年度             | クラブ           | 背番号           | 出場             | 得点             |
| AFC              | AFC              | AFC              | ACL              | ACL              |
| ---------------- | ---------------- | ---------------- | ---------------- | ---------------- |
| 2012             | FC東京           | 24               | 0                | 0                |
| 通算             | AFC              | AFC              | 0                | 0                |

その他の国際公式戦
- 2010年
  - スルガ銀行チャンピオンシップ 1試合0得点

出場歴
- Jリーグ初出場・初得点 - 2010年3月28日 J1第4節 vs大宮アルディージャ (NACK5スタジアム大宮)
- Jリーグ通算300試合出場 - 2021年10月10日、J3第22節vsFC岐阜（Pikaraスタジアム）[45]

## タイトル

### クラブ
FC東京U-18
- Jリーグユース選手権大会 (2007年[31]、2009年[31])
- 高円宮杯U-18サッカーリーグ プリンスリーグ関東 (2008年、2009年)
- 日本クラブユースサッカー選手権 (U-18)大会 (2008年[31])

FC東京
- スルガ銀行チャンピオンシップ (2010年[31])

ヴァンフォーレ甲府
- Jリーグ ディビジョン2 (2012年)

### 代表
U-18日本代表
- SBSカップ (2009年)

### 個人
- 日本クラブユースサッカー選手権 (U-18)大会 得点王 (2008年[31])

## 代表歴
- U-18日本代表
  - 2009年 - SBSカップ (優勝・3試合1得点)、AFC U-19選手権予選 (4試合0得点)
- U-19日本代表
  - 2010年 - ミルクカップ (5位・3試合2得点)、仙台カップ国際ユースサッカー大会 (2位・3試合0得点)